# Wonton
Pour les articles homonymes, voir Hundun.
Un wonton, wantan, wanton, ou wuntun en cantonais (« nuage avalé », en chinois traditionnel : 餛飩 ; chinois simplifié : 馄饨 ; pinyin : húntun ; cantonais Jyutping : wan⁴ tan⁴⁻¹) est une raviole traditionnelle de la cuisine chinoise, décliné en diverses variantes de cuisine régionale chinoise.

## Histoire
Cette forme de raviole chinoise en forme de nuage (variante des jiaozi et shaomai) est principalement consommée dans le sud et le sud-est de la Chine, de Shanghai à la province du Sichuan, en passant par la province du Guangdong.

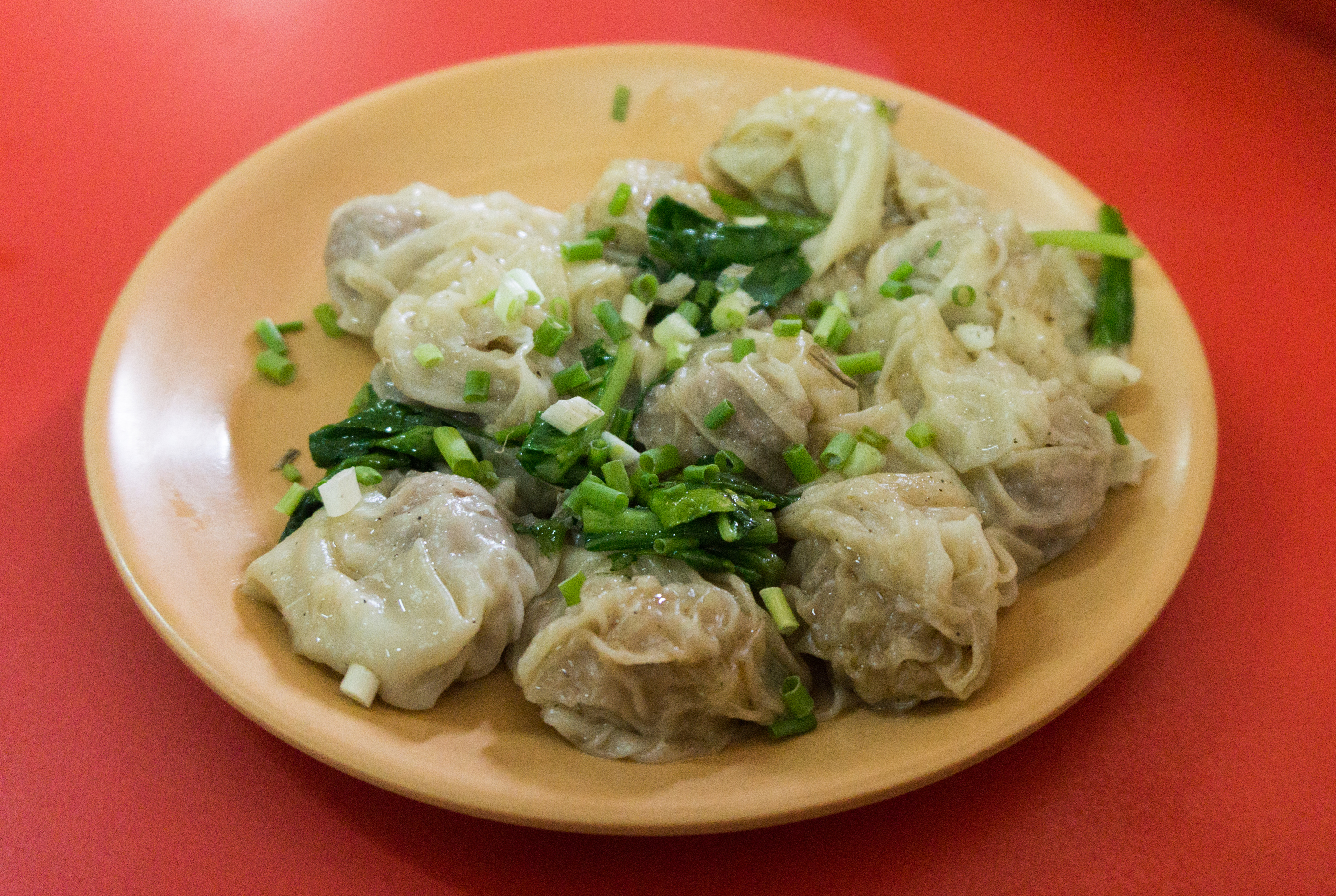
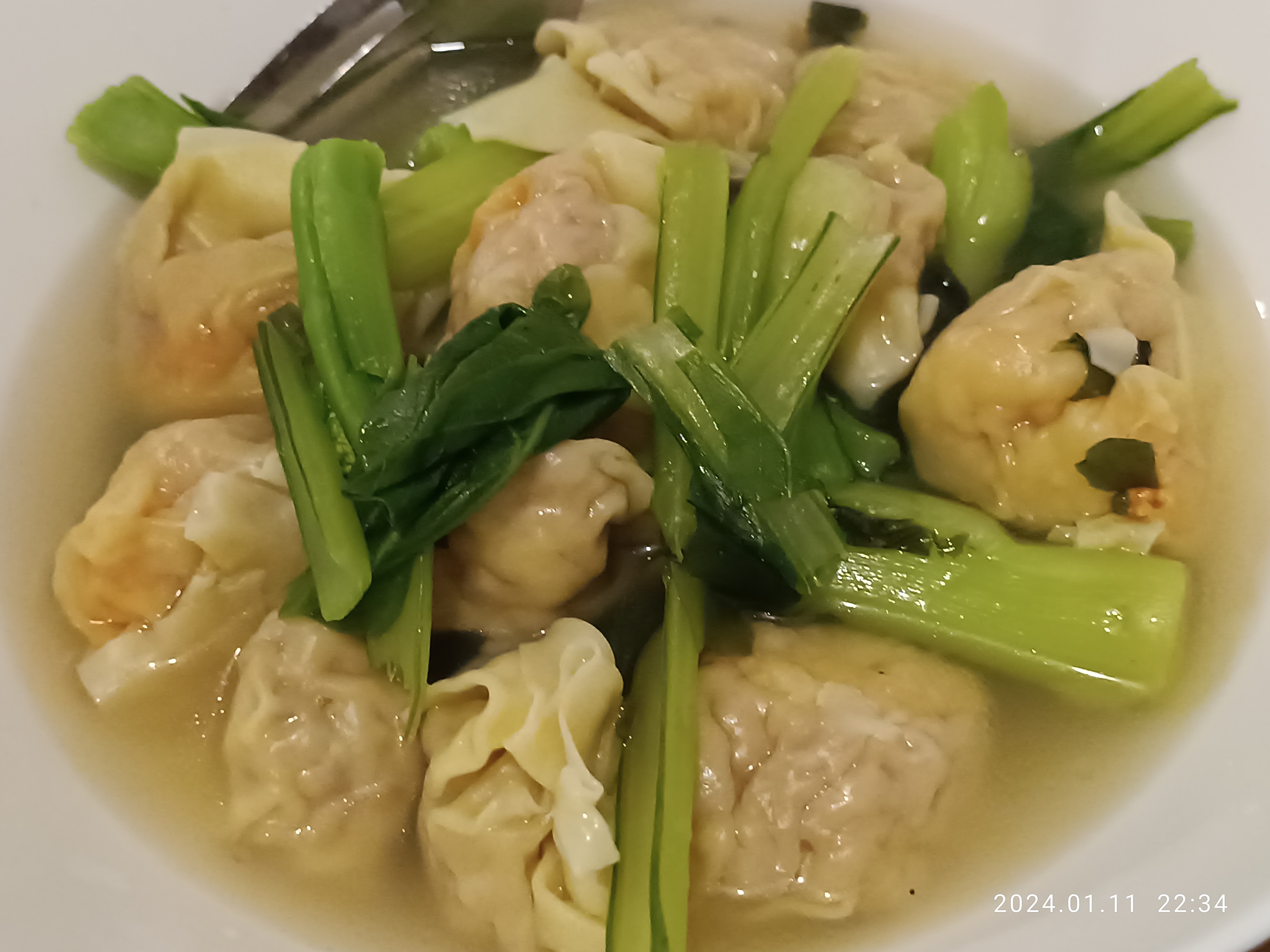

## Préparation et garniture
Les wonton sont fabriqués à partir d'une fine pâte (farine, œufs, eau et sel), garnie et refermée avec les doigts, après avoir humidifié la pâte, en lui donnant la forme voulue. Lors de la fermeture du wonton, l'air est soigneusement extrait pour éviter la rupture de la raviole durant la cuisson.
La garniture la plus courante est la viande de porc hachée et de crevette, à laquelle un peu de farine peut être ajoutée pour lier. Le mélange est assaisonné avec du sel, des épices et parfois de l'ail ou de la ciboule finement hachée. 

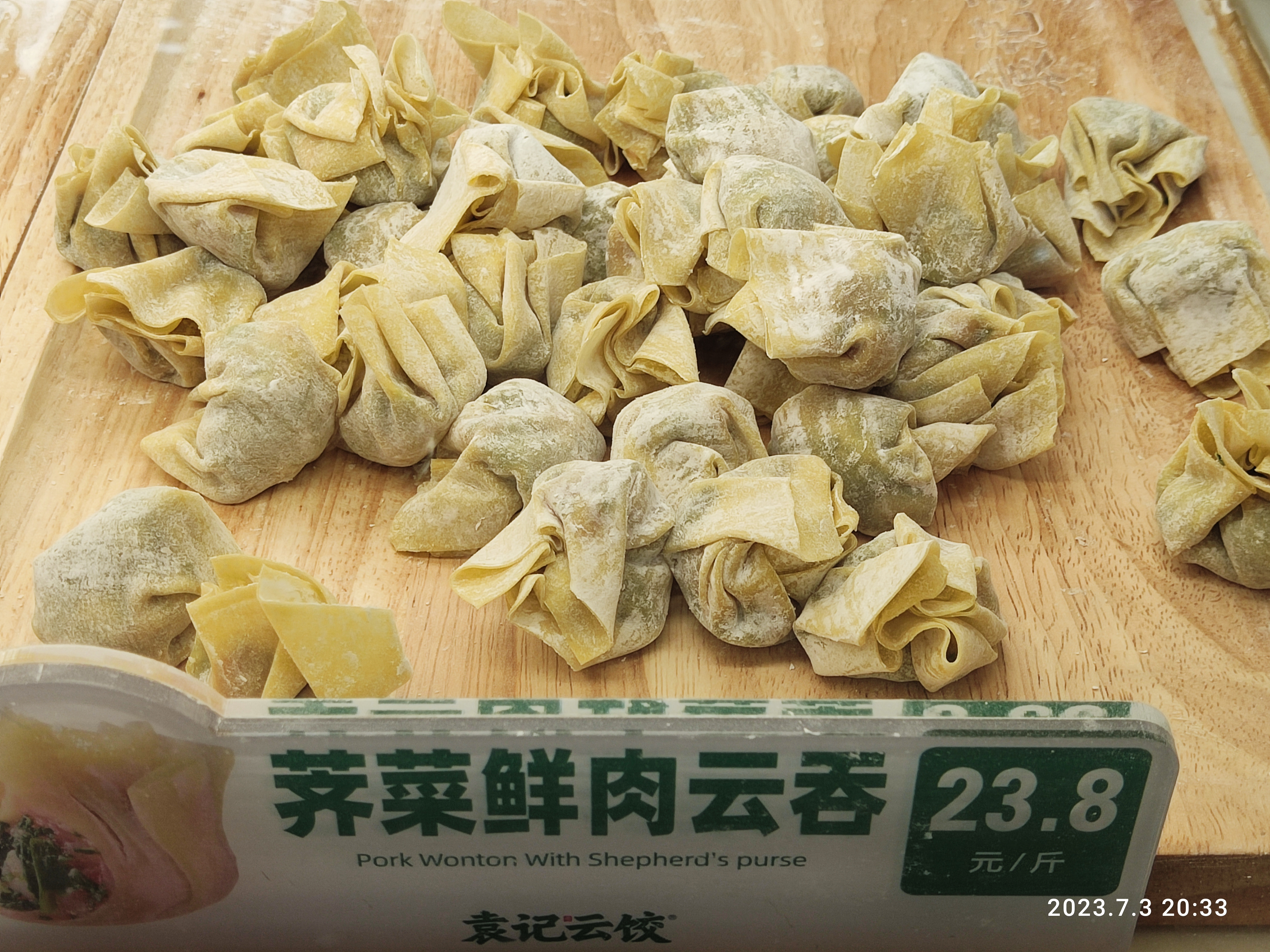
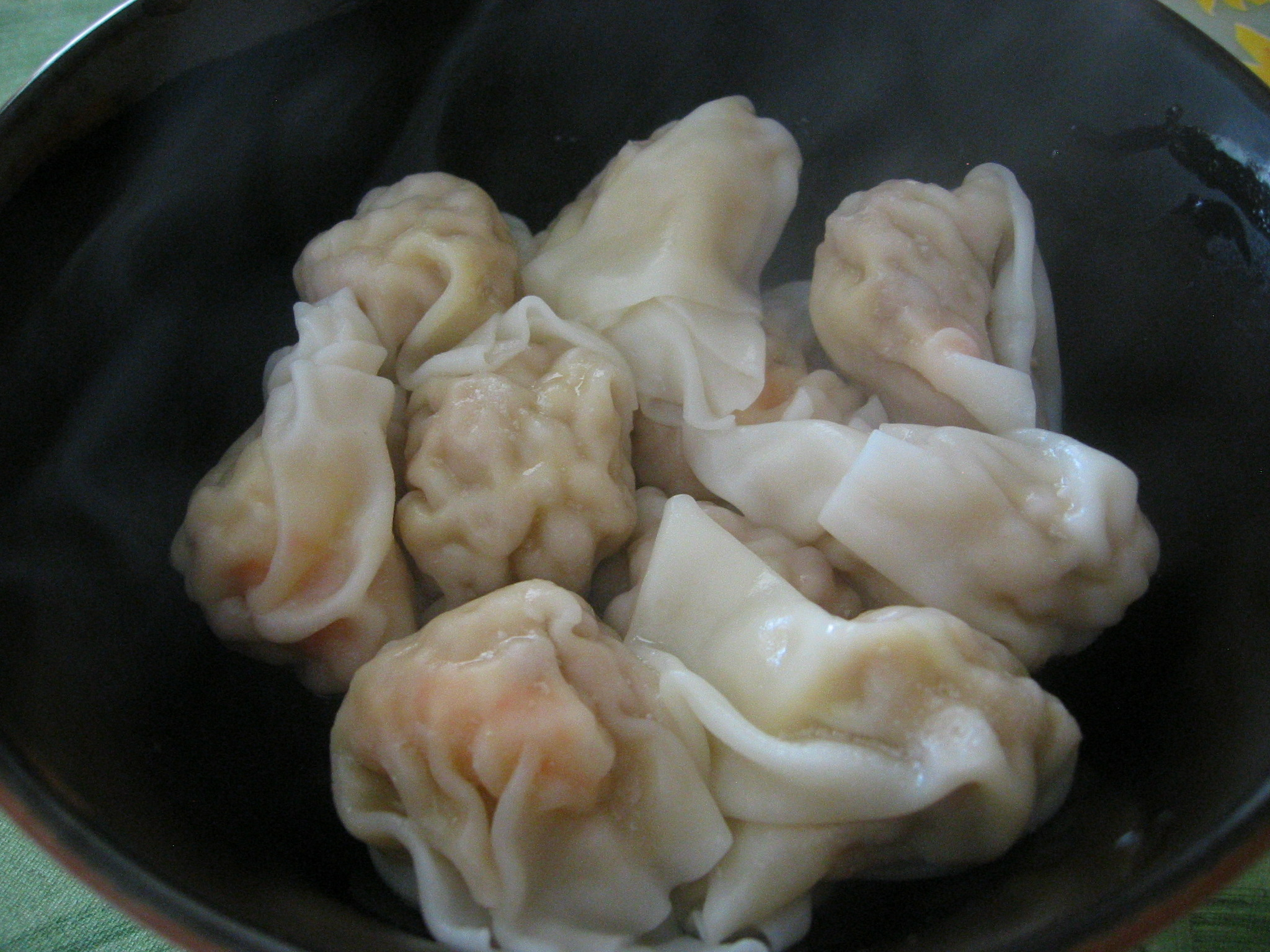
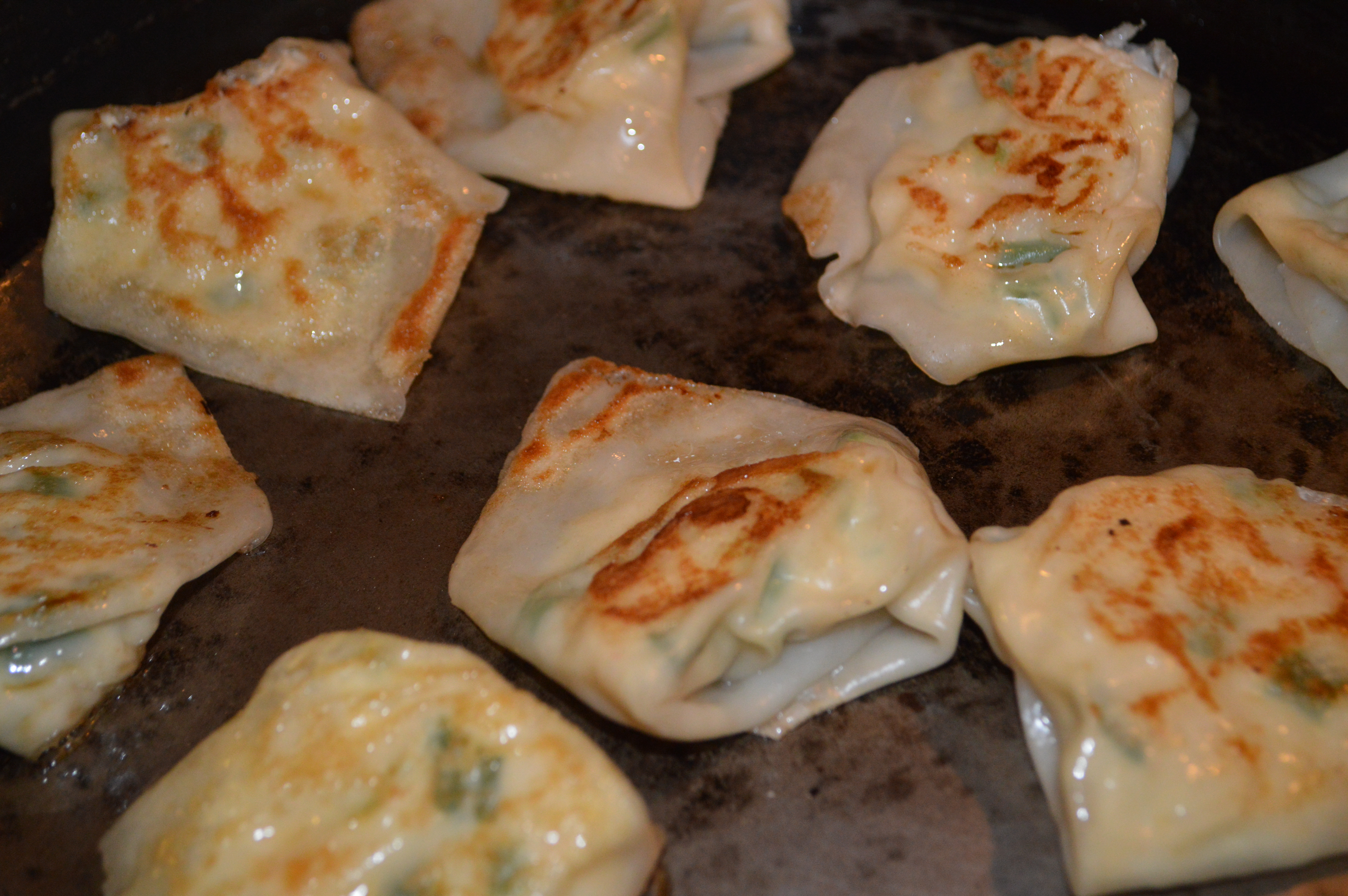
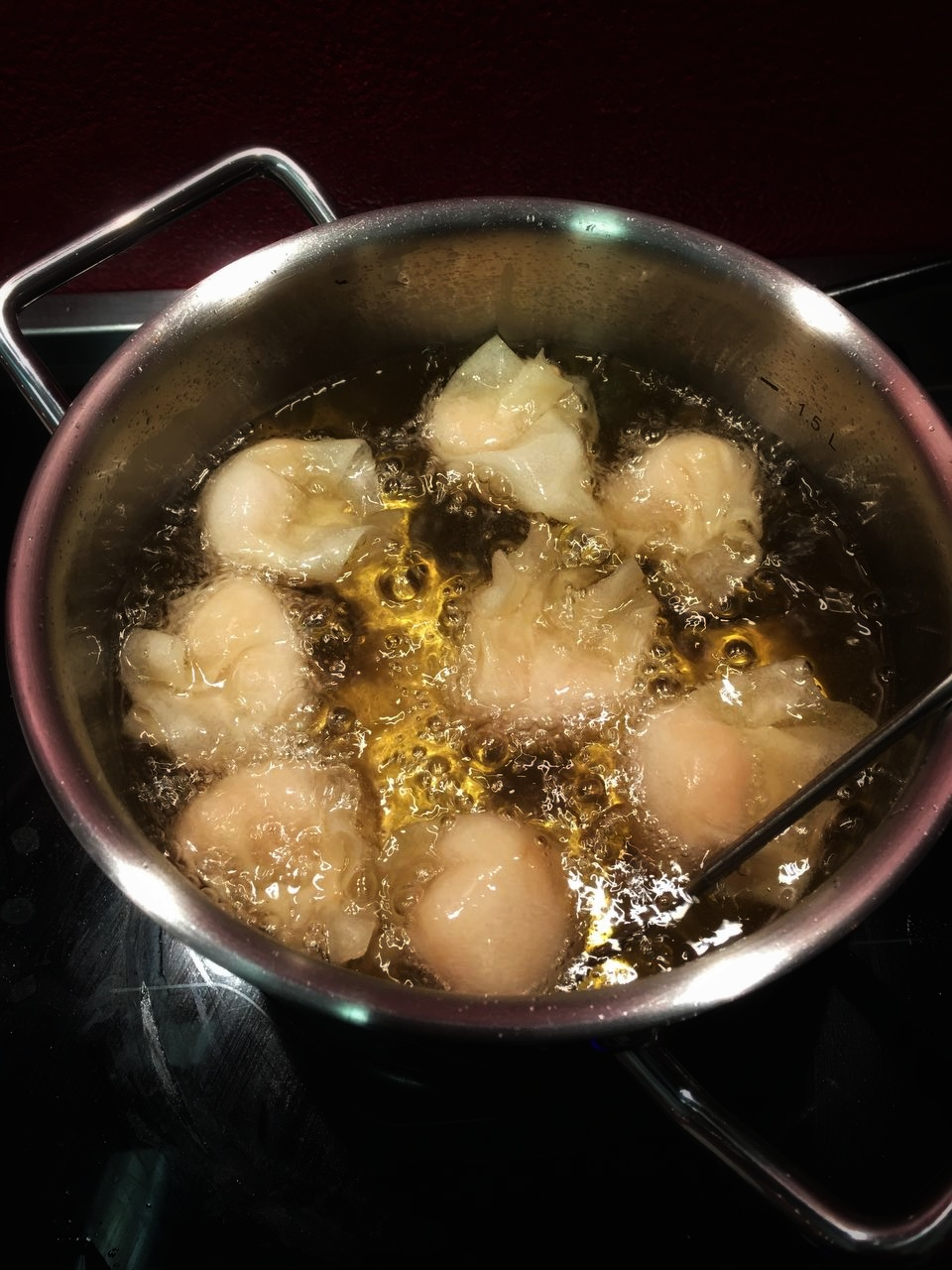

Ils sont traditionnellement frais, faits main sur le point de vente, au restaurant ou au marché où ils peuvent être vendus à l'unité prêts à cuire. Le wonton est également fabriqué de manière industrielle, avec une vaste gamme surgelée de grande distribution asiatique.

## Formes et méthodes de cuisson
Les wonton peuvent être bouillis, cuits à la vapeur, ou frits et peuvent être préparés et servis en soupe de nouilles. Leurs formes diffèrent en fonction des régions. Ils sont souvent triangulaires ou peuvent former un globe quand ils sont refermés en joignant les quatre coins de la pâte.

Soupe de nouilles
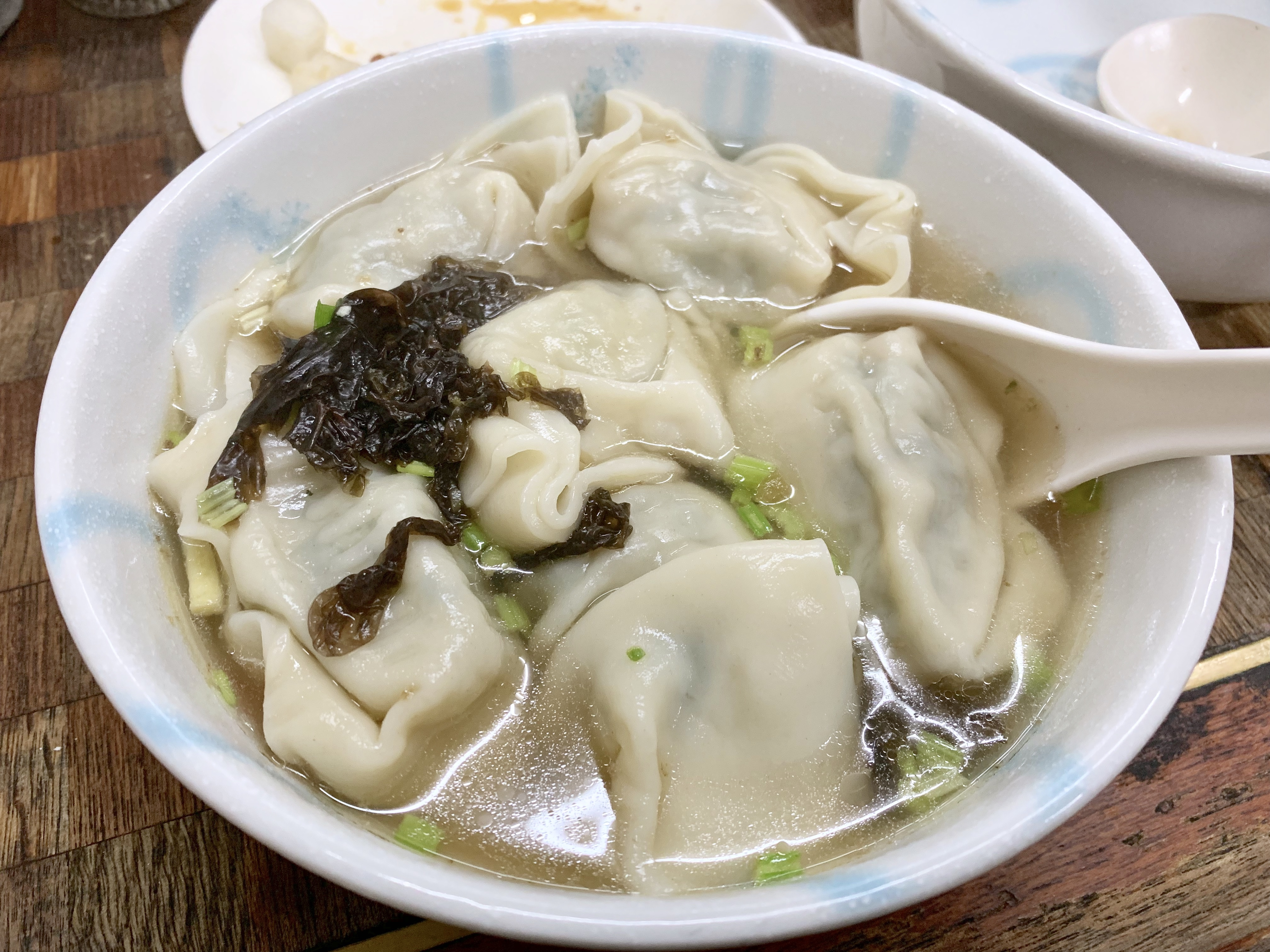
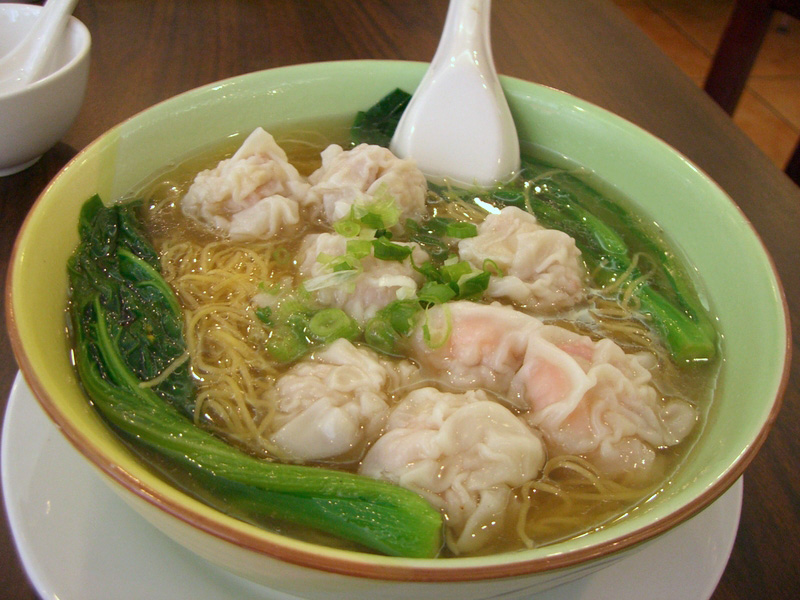
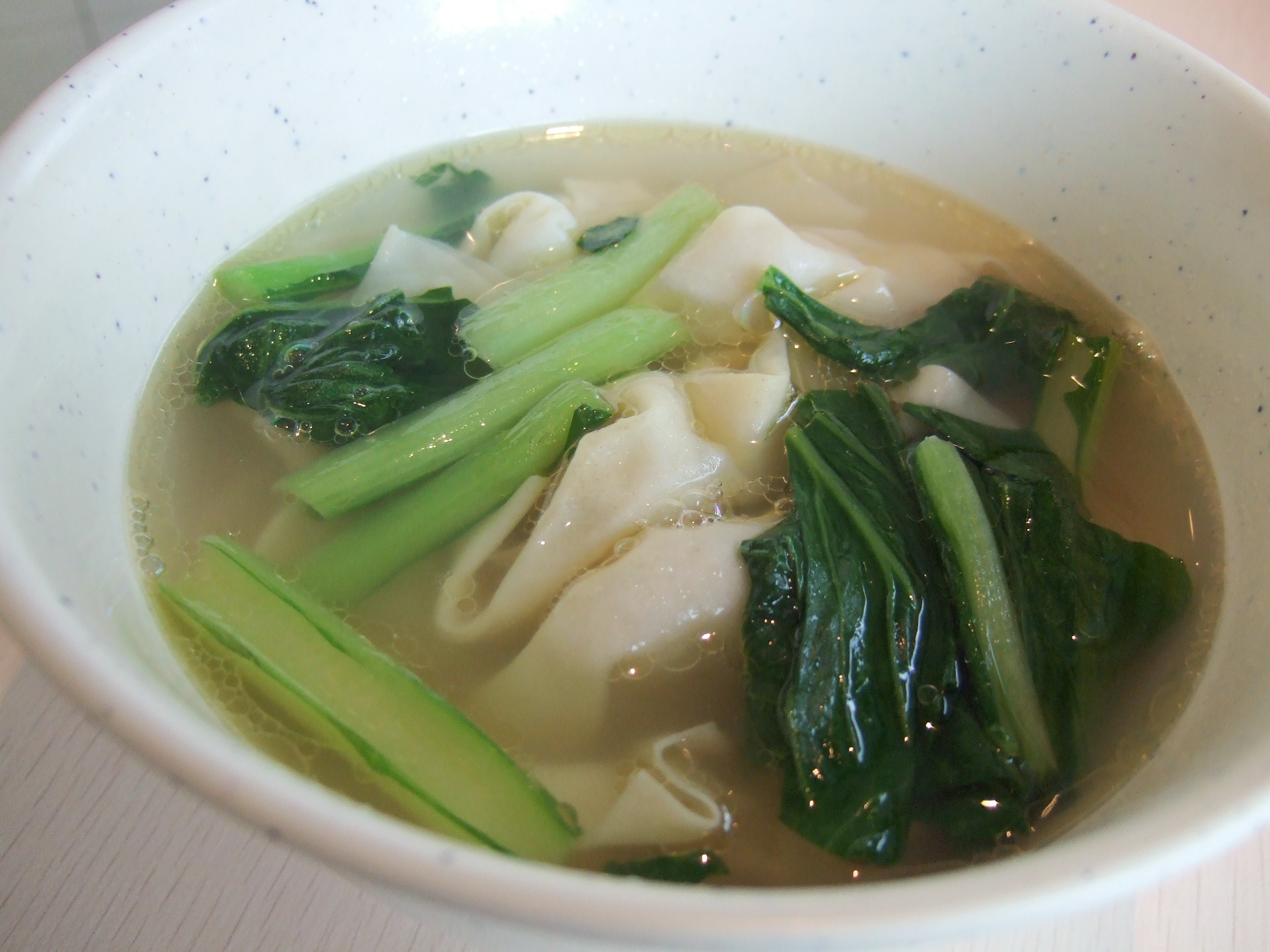
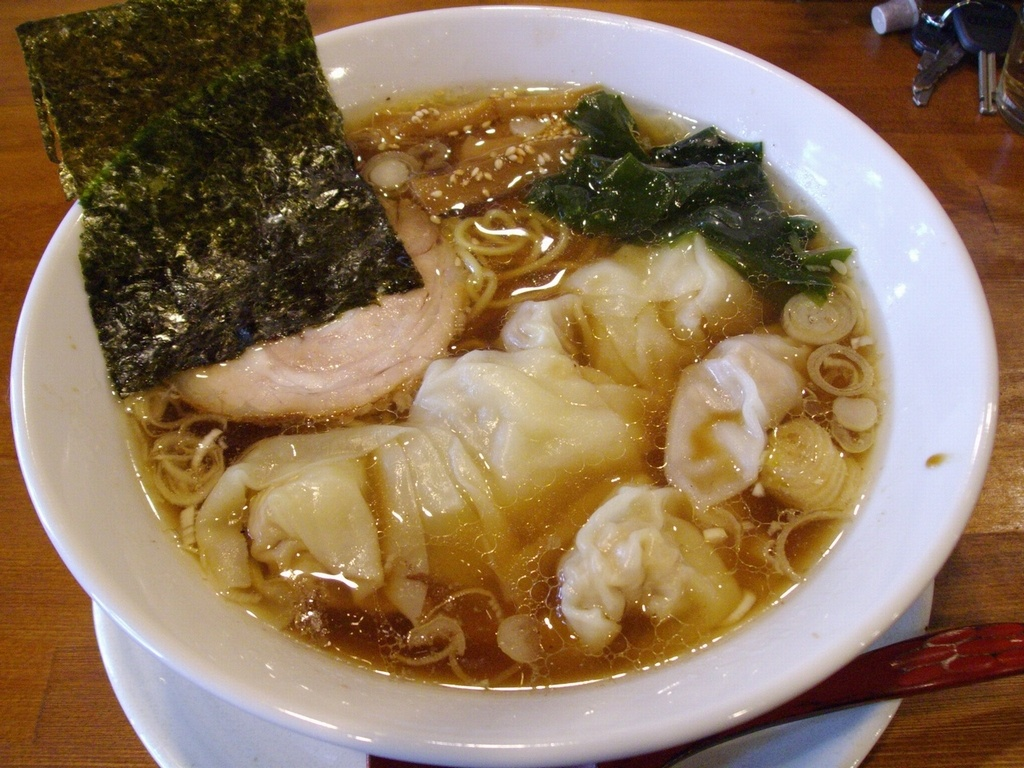

## Cuisine
Le wonton est décliné en diverses variantes de cuisine régionale chinoise.

### Cuisine cantonaise

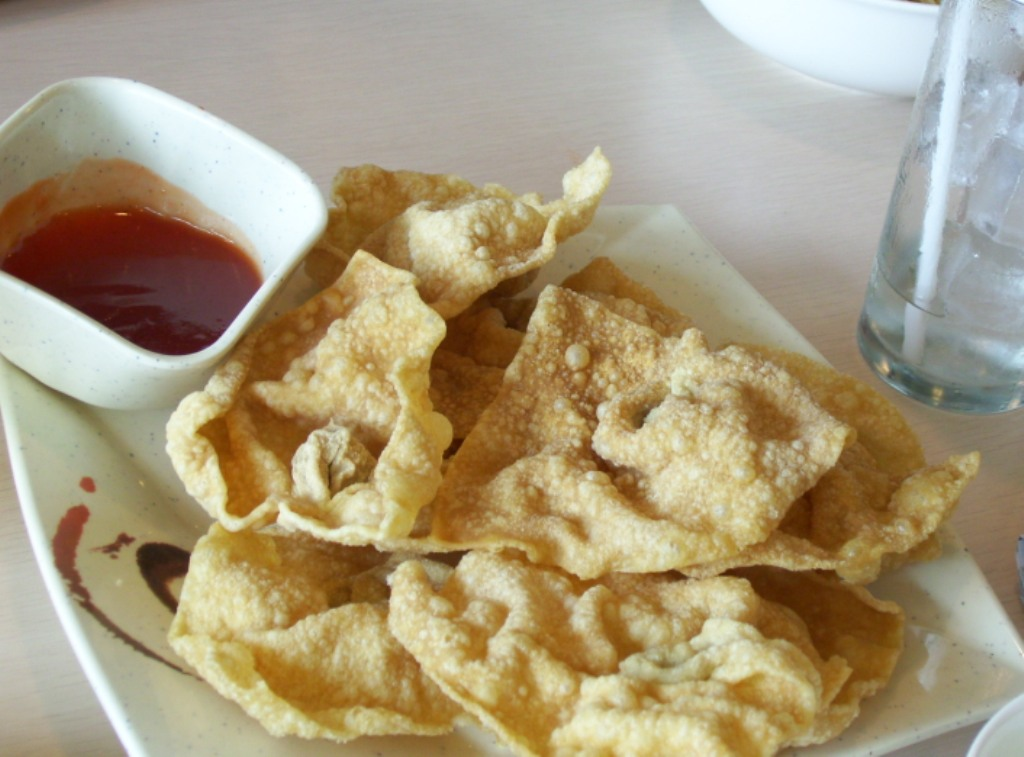
Pangsit goreng (wonton frit) avec une sauce amère et sucrée, de la cuisine sino-indonésienne.

Dans la cuisine cantonaise, on retrouve une garniture à base de crevettes, sans porc. Les wonton sont ainsi servis avec des nouilles fines pour produire les wonton noodles (en). Ils sont alors consommés avec du vinaigre de piment. Le bouillon est fait à partir de déchets de crevettes, d'os de porc et de poisson séché.

### Cuisine sichuanaise
Dans le Sichuan, on trouve des wonton semi-pentagonaux, connus sous le nom de chāo shǒu (抄手 ; littéralement « mains croisées »). Ils sont servis avec une pâte de sésame et de l'huile pimentée.

### Cuisine shanghaienne
À Shanghai comme dans sa périphérie, la garniture du wonton est souvent faite de viande émincée et de bok choy (chou chinois) et il est servi dans une soupe de poulet. Cependant, la cuisine shanghaienne fait la distinction entre les petits et les gros wonton : les petits, plus sommaires, peuvent participer aux petits déjeuners et brunchs, tandis que les gros forment des plats à part entière au déjeuner comme au diner. Une chaine de restauration rapide shanghaïenne propose une variété de plus de cinquante wonton.

### Cuisine de Ningbo

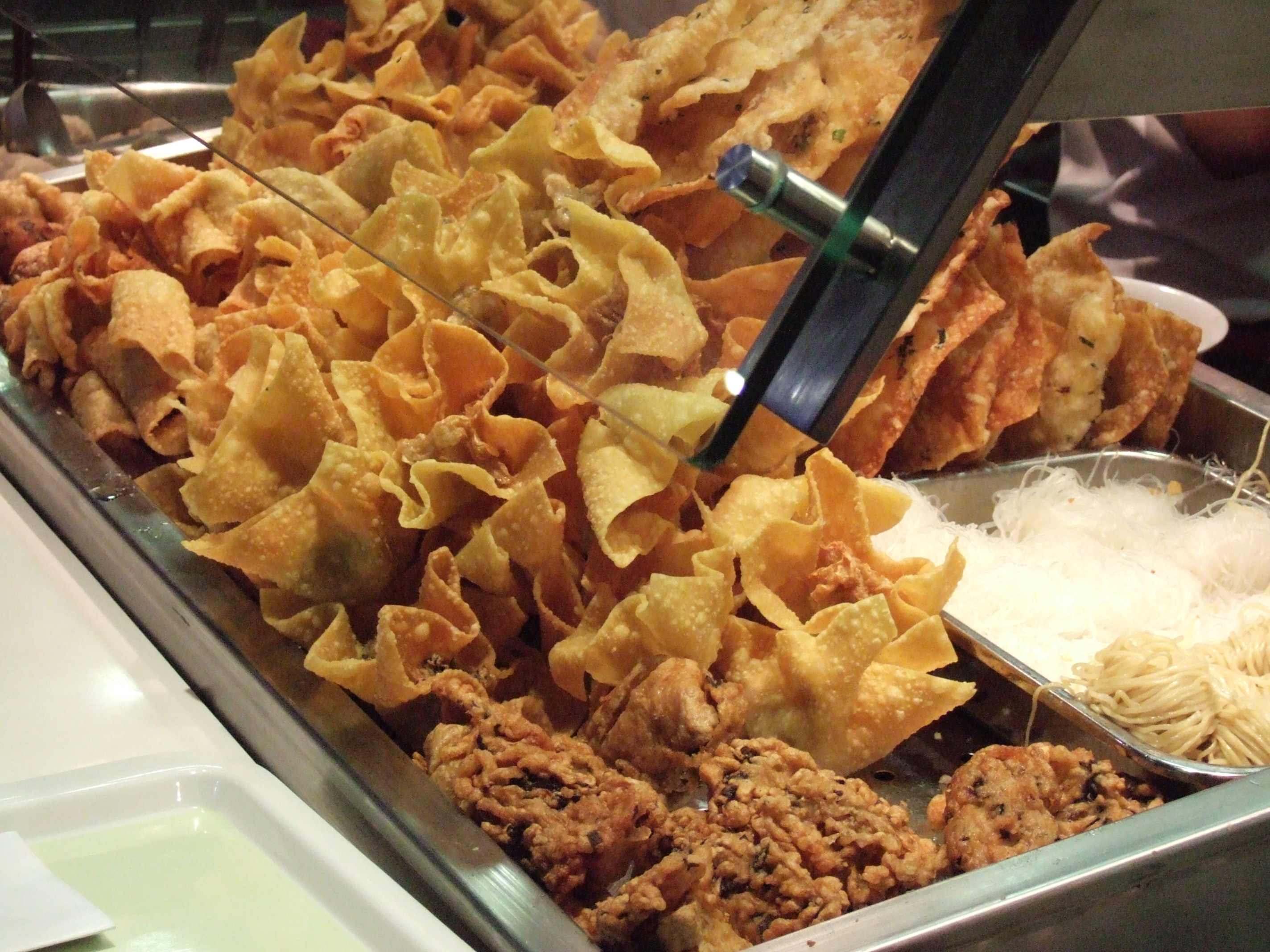
Wonton frits de cuisine indonésienne.

Le wonton de Ningbo (province du Zhejiang) désigne à la fois le wonton bouilli tel quel, ainsi que la soupe de wonton. Les deux sont farcis de porc et de crevettes.

### Hors de Chine

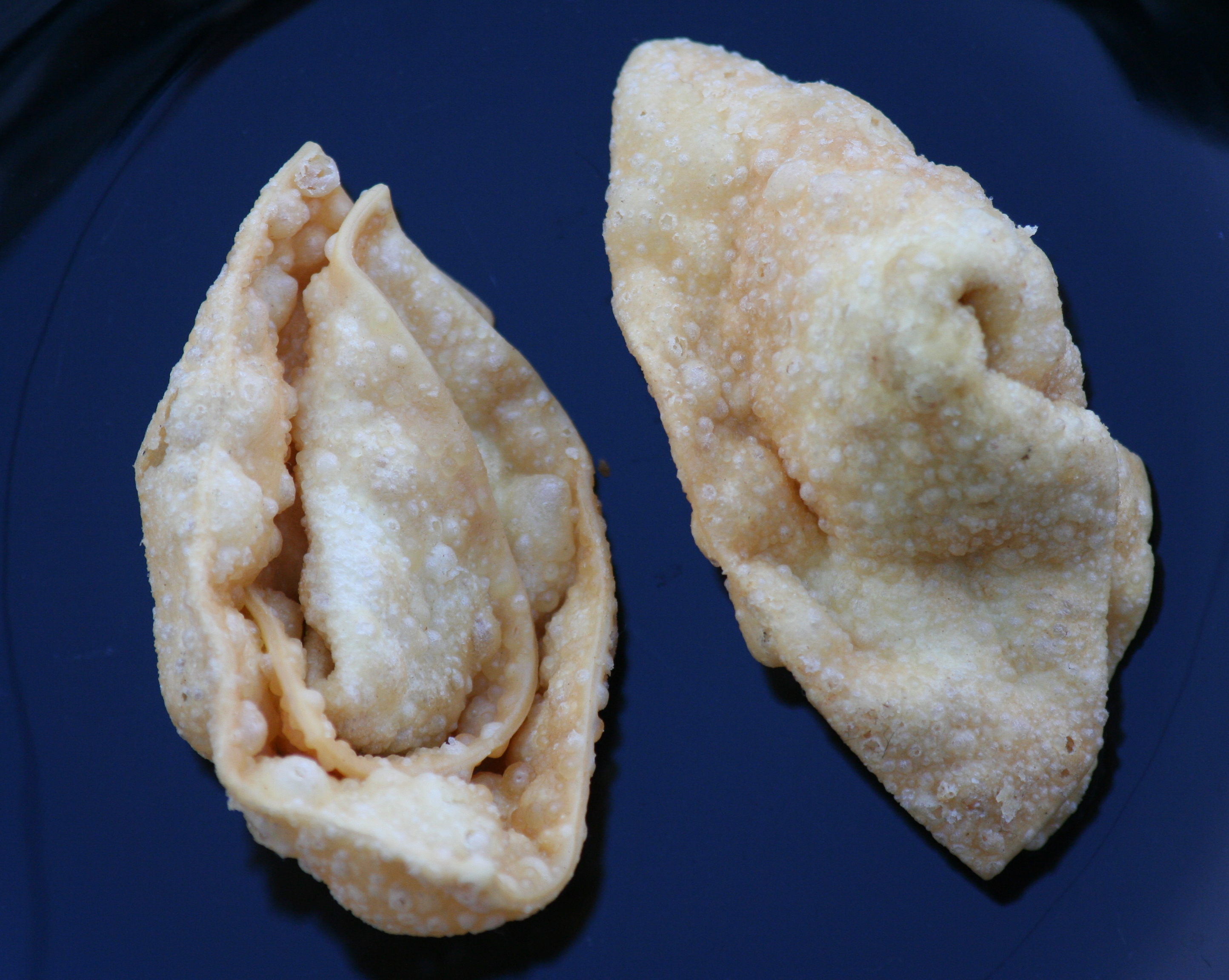
Wonton frit de cuisine sino-américaine.

Dans la cuisine chinoise nord-américaine, les wonton sont soit servis en soupe dans un bouillon clair ou en apéritif lorsqu'ils sont frits. Ils sont garnis au porc et accompagnés de sauce duck ou de moutarde brune. On peut en trouver farcis de fromage fondu et de crabe (crab rangoon) ou encore farcis de fromage fondu, d'oignons, de sauce soja et d'ail.
Aux Philippines, les wonton frits sont appelés pinseques fritos, pritong pinsek en cebuano et en tagalog.

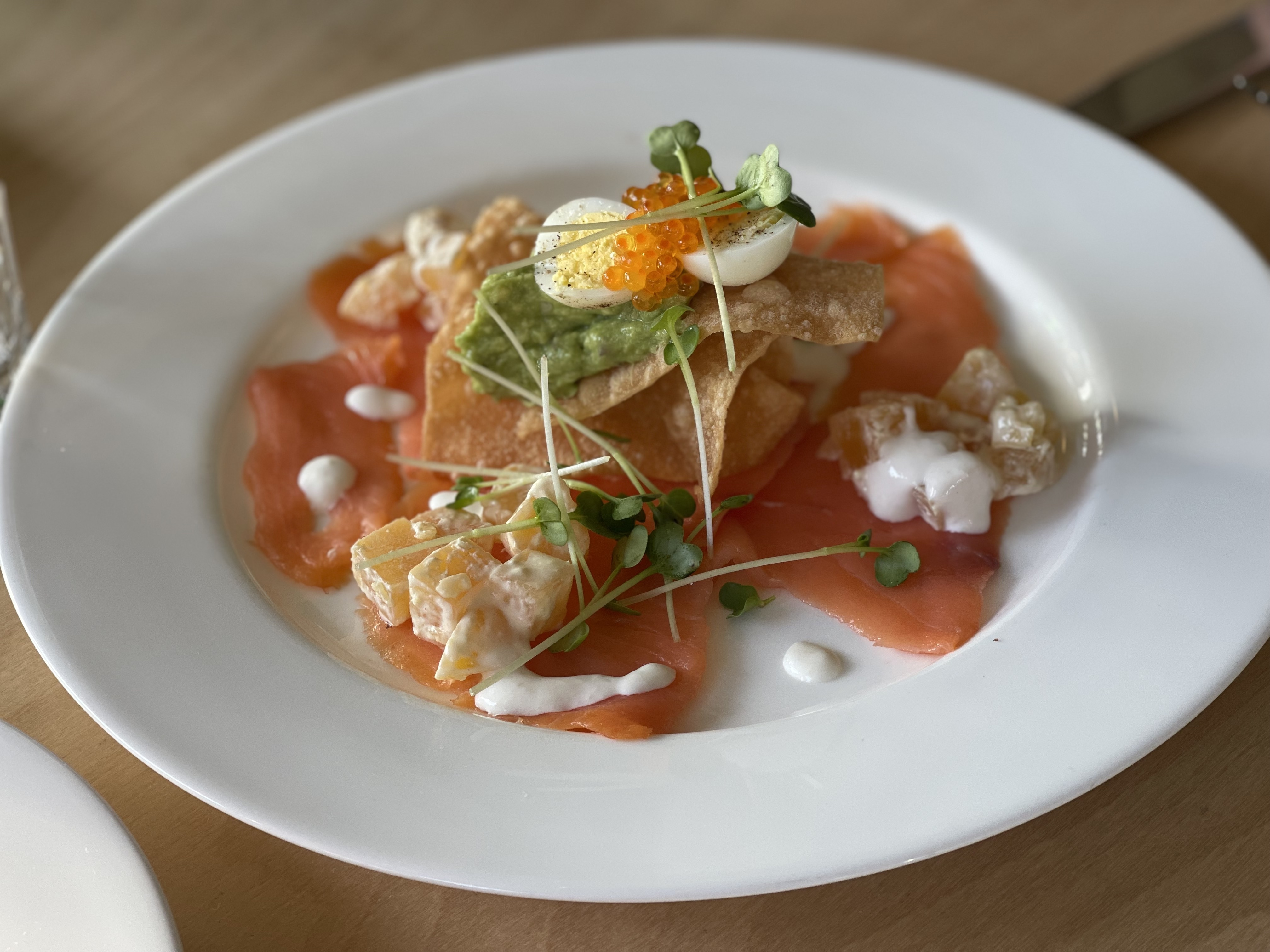
Wonton frit d'un restaurant gastronomique californien.

En Indonésie, ils sont appelés pangsit, servis frits ou en soupe avec des nouilles chinoises.
Dans la gastronomie sino-péruvienne, appelée chifa, le wonton, nommé wantán in Peru, est farci de viande et frit, accompagné de riz ou de tallarín saltado. Il existe aussi en soupe (sopa wantán).
Dans la cuisine indienne, spécialement à Andhra Pradesh, on trouve une sucrerie équivalente appelée kajjikaya. Sa farce est sucrée, à base de noix de coco, de sucre et de cardamome.
En Thaïlande, la soupe wonton est appelée kaew nam moo (เกี้ยวน้ำหมู). La soupe est faite de carcasse de poulet et les wonton sont farcis au porc.

## Quelques variantes
- Baozi (chinois)
- Bouchon réunionnais
- Boulette
- Buuz (mongol)
- Jiaozi (chinois)
- Mantı (kazakh)
- Mandu (coréen)
- Momo (tibétain et népalais)
- Nikuman (japonais)
- Pierogi (polonais)
- Raviole (française)
- Ravioli (italien)
- Shaomai (chinois)
- Tortellini (italien)
- Xiaolongbao (Shanghaï)